# Eva Rivas

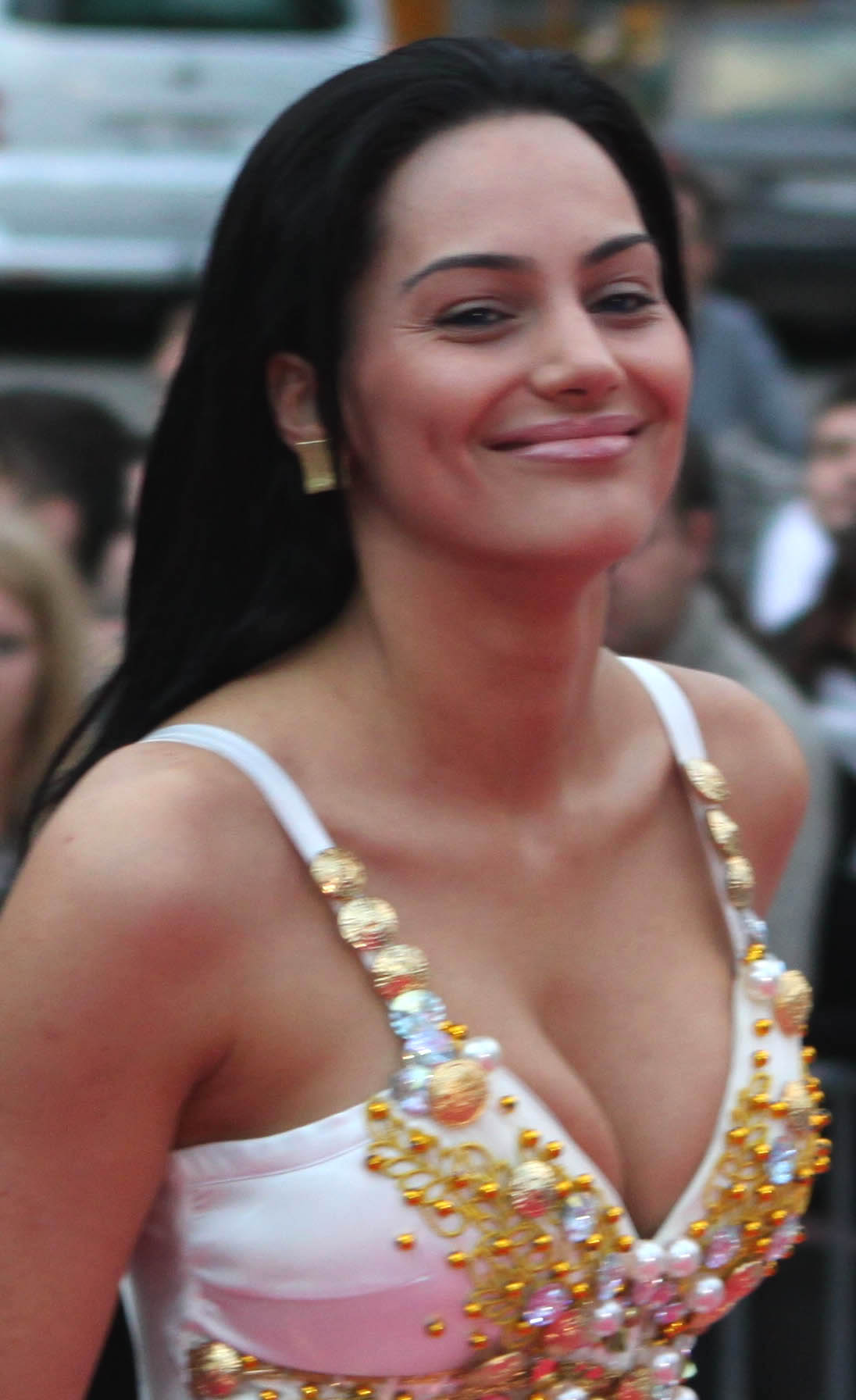
Eva Rivas

Eva Rivas (Armeană: Եվա Ռիվաս, Rusă: Ева Ривас) (născută Valeria Reșetnikova-Țaturian pe 13 iulie 1987 în Rostov-pe-Don, URSS) este o cântăreață armeno-rusă. Ea a participat la Concursul Muzical Eurovision 2010 din partea Armeniei cu melodia „Apricot Stone”.
| Predecesor: Inga și Anush cu „Jan Jan” | Armenia la Concursul Muzical Eurovision 2010 | Succesor: N/A |